# Eco-Emballages
Eco-Emballages est une entreprise privée créée en 1992 dans le secteur du recyclage des emballages ménagers. C'est l'un des deux éco-organismes (avec Adelphe) agréés par l’État pour organiser, superviser et accompagner le recyclage des emballages ménagers en France. Elle fusionne avec Ecofolio en 2017 et prend le nom de Citeo.
La part des emballages ménagers recyclée est passée de 18 % en 1992 à 68 % en 2016. 
Elle atteint 55 % pour le papier en 2016, et selon les éco-organismes, un papier sur deux est éco-conçu.

## Historique
Eco-Emballages est une société anonyme à conseil d’administration de droit français constituée le 5 août 1992. Sa création résulte du décret no 92-377 du 1er avril 1992.
En avril 2017, l'autorité de la concurrence autorise le rapprochement entre Eco-Emballages et Ecofolio (créé en 2007), l'éco-organisme chargé du pilotage du tri et du recyclage des papiers graphiques . 

Le 27 juin les assemblées générales des deux éco-organismes ont voté leur fusion pour « renforcer la compétitivité » des filières de collecte et de recyclage des emballages ménagers et des papiers. Formellement il s'agira d'une fusion-absorption d'Ecofolio par Eco-Emballages. Philippe-Loïc Jacob, président d'Eco-Emballages deviendra président du nouvel ensemble, à la tête de 250 salariés. Le siège sera à Paris et huit directions régionales s'établiront à Lyon, Marseille, Toulouse, Limoges, Angers, Lille, Strasbourg et Paris, probablement en septembre 2017 avec alors une identité et un nom nouveaux.
Le 5 mai 2017, Léko un éco-organisme concurrent d'Eco-Emballages (en projet depuis 2015 et créé octobre 2016 par Valorie), a reçu un agrément pour  2018-2022 pour la filière REP Emballages. 

## Missions
Eco-Emballages a pour mission de répondre, au nom des entreprises avec lesquels il contracte, à leur obligation de contribuer financièrement à la collecte, au tri sélectif et au retraitement des emballages ménagers que ces entreprises mettent sur le marché. À ce titre, Éco-Emballages perçoit des contributions financières de la part des entreprises et soutient financièrement les acteurs du dispositif de collecte, de tri et de recyclages.

## Statuts et gouvernance
Eco-Emballages est une société anonyme à conseil d’administration de droit français constituée le 5 août 1992.
Sa création résulte du décret no 92-377 du 1er avril 1992  qui impose aux entreprises sur le marché français de pourvoir à l’élimination des déchets d’emballages issus de la consommation de leurs produits, selon le concept de "Responsabilité élargie du producteur" (REP), et qui leur permet de déléguer cette obligation a un éco-organisme agréé par l'État.
Ce concept de Responsabilité élargie du producteur (REP) est appliqué à la filière des emballages ménagers à l’initiative de Antoine Riboud, alors président de BSN (futur groupe Danone) et Jean-Louis Beffa, alors président de Saint-Gobain. Il vise à internaliser dans les coûts de revient du produit les externalités négatives liées à sa production, son utilisation et sa fin de vie.
Les metteurs sur le marché sont donc responsabilisés financièrement sur le devenir des emballages des produits consommés par les ménages, ce qui les incite à réduire, éco-concevoir ou améliorer la recyclabilité de ces emballages. Ils sont également partie prenante dans la structuration des filières industrielles de collecte, de tri et recyclage et dans la promotion du geste de tri auprès de leurs consommateurs
Les actionnaires et les administrateurs d’Eco-Emballages sont principalement des représentants d’industriels et d’entreprises contribuant à la production et à la consommation d'emballages : des groupes de la "grande consommation" (Danone, Coca-Cola, L’Oréal, Nestlé Waters, Mondelez, Fleury Michon...), des distributeurs (Carrefour, Système U), de fédération d'industriels (ANIA, FCD) et de représentants de la filière emballages et matériaux.
Le Groupe Eco-Emballages est également l’actionnaire majoritaire d’Adelphe.
Les activités d’Eco-Emballages sont exercées sans but lucratif et participent à une mission d’intérêt général.
Comme pour tous les éco-organismes agréés par l’État, la loi dite Grenelle I du 3 août 2009  prévoit qu'elle soit contrôlée par un Censeur d’État. Les missions et modalités de désignation de ce Censeur d'État sont fixées par décret.
Son agrément par l'État a été renouvelé le 28 décembre 2010 pour la période 2011-2016.
Depuis le 8 septembre 2009, Philippe Loïc Jacob préside le Conseil d'Administration d’Eco-Emballages. Il a été reconduit dans ses fonctions pour une durée de 3 ans à compter du 30 juin 2016.
Eric Brac de La Perrière a occupé les fonctions de Directeur général entre avril 2009 et novembre 2015.
Le 2 mai 2016, Jean Hornain a été nommé directeur général de l'entreprise.

## Moyens
Eco-Emballages intervient en amont (vers les entreprises) et en aval (vers les collectivités) de la consommation pour atteindre les objectifs définis par les pouvoirs publics.
- En amont : Le Tarif Point Vert

La tarification Point Vert, appelée aussi « barème contributif » ou « barème amont », détermine la contribution que doivent payer les entreprises pour les emballages qu’elles mettent sur le marché français.
Le tarif Point Vert est calculé d’une part en fonction du poids et du matériau utilisé et d’autre part en fonction du nombre d’unités d’emballages mises sur le marché.
Depuis le 1er janvier 2012, cette éco-modulation a été renforcée par l’introduction de bonus pour les entreprises qui auront mis en place des actions de prévention ou des messages d’incitation au tri ; et de malus pour les emballages non valorisables ou perturbateurs du recyclage.
- Bonus de 8 % pour les emballages qui ont mis en œuvre des actions de prévention.
- Bonus de 8 % pour les emballages qui portent des messages de sensibilisation au tri ;
- Malus de 100 % pour les emballages non valorisables, ou dans les consignes de tri mais sans filière de recyclage.

- En aval : le barème E[18]

Mis au point avec l’Association des maires de France, le barème E définit les conditions de financement de la collecte sélective dans les territoires. Ce contrat vise à rendre plus homogènes les conditions de financement au niveau national. Il est prévu pour atteindre 640 millions d’euros de soutien par an (soit 80 % des coûts nets de référence d'un dispositif de collecte et de tri optimisé) à l’atteinte de 75 % de recyclage des emballages ménagers.

## Controverses et perspectives
Eco-Emballages est affecté par un certain nombre de controverses concernant ses pratiques et ses modes de fonctionnement.
La gouvernance d'Eco-Emballage pose question. Fondée par des entreprises productrices d’emballages ou de produits emballés, l'organisation est gouvernée à 100 % par ces mêmes acteurs qui financent le dispositif de tri et de recyclage. Cela peut expliquer la frilosité d’Eco-emballages vis-à-vis de solutions permettant de se passer des emballages (comme la vente en vrac, ou la consigne), qui peut être attribuée par l’attachement de ses actionnaires à cet emballage qui sert de support publicitaire et marketing pour les marques.
En décembre 2008, la direction d’Eco-Emballages annonce avoir placé une partie des contributions de ses adhérents sur des placements financiers non sécurisés et ne pas être en mesure de récupérer la totalité de ses fonds du fait de la crise financière mondiale.
Son directeur général, Bernard Hérodin, est licencié pour faute grave. Le 30 juin 2009, la société Eco-Emballages annonce avoir déposé une plainte pour faire toute la lumière sur ce dossier. Une information judiciaire a été ouverte le 25 août 2011 par le parquet de Nanterre,.
Depuis cette époque, le conseil d’administration d’Eco-Emballages a doté l’entreprise de 3 comités spécialisés permanents :
- Un comité chargé de la stratégie et de l'agrément qui est compétent en matière de projets et d'axes stratégiques dans le cadre des procédures de réagrément ;
- Un comité d’audit qui examine les comptes et suit les procédures de contrôle interne et de gestion des risques ;
- Un comité chargé des nominations et des rémunérations ;
- Un comité Recherche et Développement qui fixe les objectifs du programme de R&D
- Un comité Matériaux et Emballages qui examine les objectifs de prévention, d'eco-conception, de valorisation et de recyclage

De plus, Eco-Emballages s'est doté d'une charte de gestion de la trésorerie, approuvée par le Conseil d'Administration, dont l'objet est de définir les processus de gestion de la trésorerie et des contrôles associés. Cette charte interdit tout placement de type spéculatif.
En janvier 2016, dans une actualisation, (après 2 ans) de son rapport sur Eco-Emballages et Adelphe (filiale soutenant la collecte et le traitement des déchets d'emballages ménagers), la Cour des comptes juge que « la gestion des éco-organismes présente de nombreux points positifs (...) La situation financière des deux sociétés est saine (…), des progrès significatifs ont été réalisés (...) dans le recouvrement et le contrôle des contributions dues aux éco-organismes », grâce notamment de moindre charges de structures.
Mais la Cour suggère huit pistes d'améliorations demandant notamment que "la transparence du système [soit] renforcée", "des améliorations significatives qui passent par une réforme structurelles" mais aussi un rapprochement entre Eco-Emballages et Ecofolio (au moins avec une base de données partagée), et une simplification des barèmes amont et aval pour améliorer la compréhension de la REP et la rendre plus efficace et acceptable. La cour estime le taux de 75 % de recyclage inatteignable dans les conditions actuelles (il était prévu à horizon 2012). Passer de 67 % (taux de 2015) à 75 %, en s'appuyant sur les 4 à 5 % d’entreprises non intégrées dans le système du point vert, en étendant le tri dans les grandes villes et améliorant la recyclabilité du plastique, sera en outre coûteux, avec des « résultats incertains » selon cette mise à jour 2016.

## Activité de lobbying

### Auprès des institutions publiques françaises
Éco-emballages est déclaré comme représentant d'intérêts auprès de la Haute Autorité pour la transparence de la vie publique. L'entreprise déclare à ce titre qu'en 2018 les coûts annuels liés aux activités directes de représentation d'intérêts auprès des institutions publiques françaises sont compris entre 100 000 et 200 000 euros.

### Auprès des institutions de l'Union Européenne
Éco-emballages est inscrit depuis 2015 au registre de transparence des représentants d'intérêts auprès de la Commission européenne. Il déclare en 2017 pour cette activité des dépenses d'un montant compris entre 200 000 et 300 000 euros.